# Кубас, Хосе Фернандо
Хосе Фернандо Кубас (исп. José Fernando Cubas; 9 апреля 1981, Асунсьон) — парагвайский шахматист, гроссмейстер (2011).
Чемпион Парагвая 2001 года.
В составе сборной Парагвая участник 7-и Олимпиад (2000—2006, 2010—2014).

## Изменения рейтинга
| Графики недоступны из-за технических проблем. См. информацию на Фабрикаторе и на mediawiki.org. |